# Radu Lefter
Radu Lefter (ur. 31 marca 2001) – mołdawski zapaśnik walczący w stylu wolnym. Olimpijczyk z Paryża 2024, gdzie zajął trzynaste miejsce w kategorii 97 kg. Ósmy na mistrzostwach świata w 2021.
Piąty na mistrzostwach Europy w 2025. 
Drugi na MŚ U-23 w 2021 i 2023. Pierwszy na ME U-23 w 2024, drugi w 2021, trzeci w 2022 i 2023. Wicemistrz Europy juniorów w 2019 roku.